# Дубова-Сергеева, Ундина Михайловна
Унди́на Миха́йловна Ду́бова-Серге́ева (21 октября 1912, Киев — 23 февраля 1986, Москва) — пианистка, основатель и педагог Фортепианного класса МГУ имени М. В. Ломоносова.
Заслуженный деятель искусств РСФСР (1962).

## Биография
Получила высшее музыкальное образование в Ленинградской и Московской консерваториях в классах профессоров, народных артистов РСФСР Л. В. Николаева и Г. Г. Нейгауза. Выступать с публичными фортепианными концертами У. М. Дубова-Сергеева начала с десяти лет (в детстве она училась в Киевской государственной консерватории — сначала в группе одаренных детей, а затем в классе профессора К. Н. Михайлова). В 1936 г., будучи студенткой 5-го курса Московской государственной консерватории имени П. И. Чайковского, она организовала Фортепианный класс МГУ, которым бессменно руководила в течение 50 лет.
Умерла 23 февраля 1986 года. Похоронена на Хованском кладбище в Москве.

## Педагогическая деятельность
Разработанная У. М. Дубовой-Сергеевой методика обучения взрослых людей искусству игры на фортепиано [1] позволила многим поколениям студентов приобрести музыкальную культуру и профессиональные навыки фортепианной игры. В условиях учебного заведения, не связанного с музыкальным образованием, она сумела поставить свою работу на высокий профессиональный уровень. «…Широко распространено мнение, что взрослый учащийся не может овладеть профессиональным мастерством — в лучшем случае он будет технически правильно играть несложные фортепианные пьесы. Этот ошибочный взгляд опровергается опытом коллектива, руководимого Дубовой-Сергеевой» [2]. Подтверждением высокого уровня фортепианного искусства, достигнутого У. М. Дубовой-Сергеевой, является то, что некоторые из её учеников стали профессиональными музыкантами.
За годы существования Фортепианного класса она подготовила более 7000 концертных выступлений университетских пианистов. Её большие заслуги в развитии художественного творчества были отмечены множеством почётных медалей, дипломов и грамот.
Похвалу классу высказывали такие известные композиторы и музыканты как Г. Г. Нейгауз, А. И. Хачатурян, В. И. Соловьев-Седой, С. С. Туликов и др., называя его уникальным, поскольку в нём занимались и успешно выступали студенты, аспиранты, преподаватели различных факультетов МГУ. Их игрой восторгались во многих городах нашей страны и за рубежом (Болгария, Югославия, Япония, Венгрия, Индия, Голландия). Высокий уровень исполнительского мастерства участников Фортепианного класса, тонкий художественный вкус, энтузиазм неоднократно отмечались центральной прессой. Репертуар класса состоял из лучших произведений русской, зарубежной и советской музыки. Часто концерты посвящались творчеству одного композитора (И. С. Бах, Л. Бетховен, Ф. Шопен, П. И. Чайковский, С. В. Рахманинов и многие другие).
В 1962 г. У. М. Дубовой-Сергеевой — одной из первых в системе художественной самодеятельности — было присвоено звание «Заслуженный деятель искусств РСФСР».
Народный артист Советского Союза, профессор Московской консерватории Арам Ильич Хачатурян в отзыве от 6 марта 1962 г. о музыкально-педагогической деятельности У. М. Дубовой-Сергеевой писал: «Систематические концертные выступления участников этого коллектива отличаются художественным вкусом, творческой увлечённостью, логической последовательностью музыкальной мысли. За всем этим стоит огромный труд педагога-энтузиаста, работающего не по положенной норме, а по собственному горячему отношению и любимому делу. Считаю, что поднятый вопрос о присвоении У. М. Дубовой-Сергеевой звания (Заслуженный деятель искусств РСФСР) вызывает единодушное одобрение как у музыкантов-профессионалов, так и у широкого круга любителей музыки и, безусловно, заслуживает быть высоко оценённой».
В 1964 г. за высокий уровень программ и исполнительское мастерство Фортепианному классу МГУ было присвоено звание «Народный коллектив». После кончины Ундины Михайловны Фортепианному классу МГУ было присвоено её имя.
"… я видел книги физиков и математиков, биологов и геологов, подаренные Ундине Михайловне их авторами, которых она одухотворила призывом: «Любите и изучайте великое искусство музыки. Оно откроет вам целый мир высоких чувств, страстей, мыслей…» [3]

## Признание заслуг
```
Заслуженный деятель искусств РСФСР (1962)
```

## Память
Имя было присвоено Фортепианному классу МГУ в 1986 г.

## О Народном фортепианном классе имени У. М. Дубовой-Сергеевой в газетах и журналах
- Пианисты МГУ. С. Хентова «Музыкальная жизнь». № 8, 1959 г.
- Играют студенты МГУ (12 октября Малый зал консерватории). Нани Микоян. Журнал «Советская музыка». № 12, 1961 г.
- Пианисты Московского университета. М. Яковлев. Журнал «Музыкальная жизнь». № 10, 1961 г.
- Концерт пианистов Московской народной филармонии. Журнал «Художественная самодеятельность». № 3, 1963 г.
- Цель жизни (из статьи «Служение искусству»). Журнал «Музыкальная жизнь». № 5, 1963 г.
- Путь к мастерству (Лауреаты смотра самодеятельности 1963 г. Москва). Л. Жукова, Е. Грингаут — студенты факультета журналистики МГУ. Газета «Московский университет» 25 октября 1963 г.
- Первые концерты Народной филармонии. Л. Дзенцельский, внештатный инструктор Дома культуры Автозавода им. Лихачева. Газета «Московский автозавод» от 5 января 1964 г.
- Физик играет Рахманинова. О. Торчинский. Газета «Московский университет» от 6 марта 1964 г.
- Студент и сцена. И. Штиглер, аспирант философского факультета МГУ. Газета «Московский университет» от 6 апреля 1965 г.
- «Внуки» Генриха Нейгауза. Н. Леонтьева. Вестник Агентства печати «Новости». № 93 от 19 апреля 1965 г.
- Фортепианный класс МГУ. Белая. Газета «Московский комсомолец». 1965 г.
- К 30-летию фортепианного класса МГУ. Газета «Московский университет» от 30 декабря 1966 г.
- Университетский коллектив пианистов. М. Подберезский. Журнал «Музыкальная жизнь». № 5, 1967 г.
- «Музыка на улице Герцена» Н. Иванова. Газета «Московский комсомолец» от 30 декабря 1970 г.
- Школа прекрасного. И. Михайлова «Клуб и художественная самодеятельность». № 22, 1968 г.
- Поколения пианистов. Газета «Вечерняя Москва» от 7 декабря 1971 г.
- Концерты Фортепианного класса. Р. Письменная. Журнал «Музыкальная жизнь». № 14, 1973 г.
- В университете звучит рояль… Л. Бадылкин. Вестник Агентства печати «Новости» (по Советскому Союзу) № 407 от 1 ноября 1972 г. и Вестник Агентства печати «Новости» (Культура и искусство). № 44 от 31 октября 1972 г.
- От Моцарта до Прокофьева. Г. Еникеева. Газета «Московский университет» от 29 января 1975 г.
- Радость встречи. Я. Соловьева. «Ленинградский университет». Январь 1975 г. и газета «Московский университет» от 17 февраля 1975 г.
- Музыка, будет музыка… Газета «Вечерняя Москва» от 6 июня 1975 г.
- Фортепианный класс МГУ. В. Гуревич. АПН «Коммунист Таджикистана» 9 декабря 1975 г., «Знамя юности» — Минск, 12 декабря 1975 г., «Кавказская здравница» — Пятигорск, от 16 декабря 1975 г., «Московский комсомолец» от 18 июня 1976 г., «Красное знамя» — Сыктывкар от 12 декабря 1975 г.
- Выступает народный коллектив МГУ. Посельская. Журнал «Советская музыка» 1977 г.
- Играют пианисты из МГУ. Н. Корыхалова. Газета Ленинградской консерватории «Музыкальные кадры» от 30 мая 1979 г.
- С музыкантами из МГУ. Д. Копылова. Газета «За коммунизм» Объединенного института ядерных исследований от 8 декабря 1978 г.
- Музыкальный класс. И. Штиглер. Газета «Московский университет» от З0 марта 1981 г.
- Приобщение к музыке. М. Горькая. Газета «Московский университет» от 25 марта 1982 г.
- Фортепианный народный… С. Васильева. Журнал «Советская музыка». № 10, 1982 г.
- Да, восхищен! Писатель А. Алексин. Газета «Советская культура» от 28 июня 1983 г.
- Такая работа. Заметки писателя А. Алексина. «Правда» от 20.12.1985 г.
- Эталон музыкального просветительства. М. Джалалова, А. Дубянский, Ю. Елисеева, М. Орлова, Н. Чубарова. Газета «Московский университет». № 3, март, 1996 г.
- Звуки рояля под сводами Дворца науки. А. Гетлинг. Газета «Московский университет». № 24, июнь 2003 г.